# Adrien Arcand
Adrien Arcand (Montréal, 3 ottobre 1899 – Montréal, 1º agosto 1967) è stato un giornalista e politico canadese, tra i più importanti esponenti del nazismo nel suo paese. Guidò vari movimenti politici tra il 1929 e il 1967, anno della sua morte. Si autodefinì come il "Führer canadese".

## Biografia

### Carriera giornalistica
Adrien Arcand nacque dall'unione tra Narcisse Arcand e Marie-Anne Mathieu. Suo padre, oltre al lavoro di carpentiere, fu anche sindacalista e politico di sinistra.
Iniziò la propria attività giornalistica nel 1918. Scrisse per qualche tempo per il giornale La Patrie ma nel 1921 passò all'anglofono The Montreal Star. In seguito fu assunto da La Presse, quotidiano per cui lavorò diversi anni. Alla fine degli anni venti fondò un sindacato cattolico dei giornalisti e ne divenne presidente. Quando di ciò venne a conoscenza la direzione del giornale La Presse, Arcand ed il suo collega Hervé Gagné furono congedati e il sindacato si dissolse.
Per superare le difficoltà economiche dovute al licenziamento, Arcand collaborò con il tipografo Joseph Menard al lancio di alcuni piccoli settimanali come Le Goglu, Le Miroir e Le Chameau che costituirono, oltre che una fonte di reddito, anche un veicolo ideale. Negli anni trenta queste pubblicazioni andarono acquisendo sempre più caratteristiche fasciste. Nello stesso periodo Arcand diede vita anche a due mensili chiamati Le Combat National e Le Fasciste Canadien.

### Leader fascista
Nel 1934 fondò il Partito Nazionale Sociale Cristiano, un movimento che trovò ispirazione nelle esperienze del fascismo europeo, nella dottrina sociale della Chiesa, nel distributismo e nella teoria del credito sociale. Caratteristica del partito fu anche la presenza di motivi ideologici antisemiti. Nel 1938 Adrien Arcand divenne leader di una nuova formazione politica, il Partito d'Unità Nazionale, nato dalla fusione del Partito Nazionale Sociale Cristiano con alcuni gruppi d'ispirazione nazista del Québec e dell'Ontario.

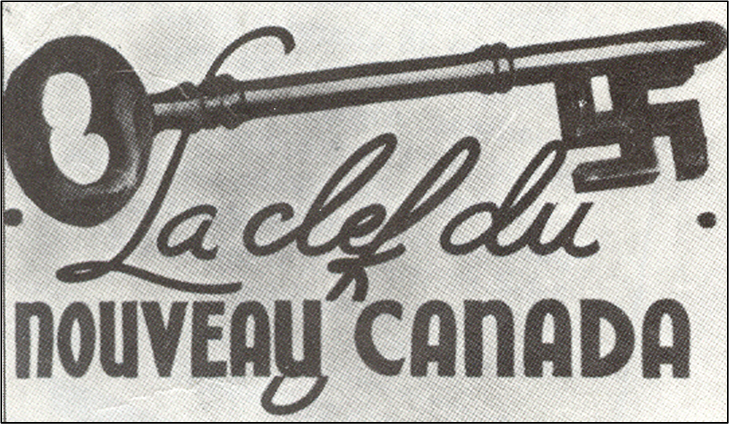
Manifesto del partito di Arcand.

Nemico del secessionismo e anglofilo convinto, Arcand ricevette finanziamenti dall'ex governatore di Bombay e simpatizzante fascista Lord George Clarke. Mantenne inoltre delle corrispondenze con Arnold Leese, capo della Lega Fascista Imperiale, e con Oswald Mosley, carismatico leader dell'Unione Britannica dei Fascisti.
Il 30 maggio 1940 fu arrestato a Montréal per "cospirazione contro lo Stato" e internato per tutta la durata della seconda guerra mondiale perché considerato pericoloso. Anche il Partito d'Unità Nazionale fu disciolto. Durante la prigionia Arcand espresse i propri progetti politici nel caso di vittoria dell'Asse. Fu liberato nel luglio del 1945.

### Nel dopoguerra
Dopo la sua liberazione, Arcand tornò in politica su una piattaforma nazionalista. Si candidò per due volte alle elezioni per la Camera dei Comuni, giungendo secondo nei collegi in cui era candidato, sia nel 1949 che nel 1953. Nel 1957 appoggiò il conservatore Remy Paul, futuro primo ministro del Québec. Arcand - che non mise mai in dubbio la correttezza delle idee di Adolf Hitler - negli anni sessanta divenne il mentore di Ernst Zündel, che sarebbe poi divenuto un noto esponente del negazionismo dell'Olocausto. Morì di cancro nel 1967.

## Pubblicazioni
- Chrétien ou Juif? (Les Juifs forment-ils une "minorité" et doivent-ils être traités comme tels dans la province de Québec?), Montréal, A. Ménard, 1930
- Fascisme ou socialisme ? : précédé d'une allocution de Joseph Ménard, avec Joseph Ménard, Montréal, "Le Patriote", 1933
- Organisation et règlements du Parti national social chrétien
- Exposé des principes et du programme du Parti national social chrétien, Montréal, "Le Patriote", 1934
- (EN)  The Jewish Question as exposed and explained by the Jews themselves, Métairie, Sons of Liberty, 1935
- The greatest war in history now on! International Jewish system against national patriotism, avec Henry Hamilton Beamish, Robert Edward Edmondson, New York, 1937
- La clé du mystère, Montréal, Ligue féminine anticommuniste de Montréal, 1938
- Corporatisme canadien, Montréal, Parti de l'Unité nationale du Canada, Comité d'éducation nationaliste, 1938
- La République universelle, Montréal, Service canadien de librairie, 1950
- "Le Christianisme a-t-il fait faillite?": "notre devoir devant les faits": deux causeries mai-juin 1954, Montréal, 1954
- À bas la haine, Montréal, La Vérité, 1965
- La Révolte du matérialisme. Causerie prononcée à Montréal, Montréal, La Vérité, 1966
- L'inévitabilité d'une reconstruction sociale, Montréal, Parti de l'Unité nationale du Canada, 1982
- Qu'est-ce qu'un Canadien-français?, Montréal, Parti de l'Unité nationale du Canada, 1982
- Le problème du communisme: le monde à la croisée des chemins, Montréal, 1982
- Du communisme au mondialisme: le monde à la croisée des chemins, Saint-Lambert, Éditions Héritage, 1995